# Hen (manga)
Pour les articles homonymes, voir Hen.
Hen (変) est un manga de Hiroya Oku. C'est la seule de ses œuvres à ne pas avoir vu le jour en France.

Une adaptation anime en 2 OAV a également vu le jour en 1997.

## Synopsis
D'une grande beauté et avec un corps de rêve, et jouant pour des publicités télévisées, la populaire et arrogante étudiante Chizuru Yoshida a tout pour plaire, et collectionne les déclarations amoureuses qu'elle rejette. Ennuyée par les hommes, elle est troublée par la petite nouvelle Azumi Yamada...